# Kirsti Rissanen

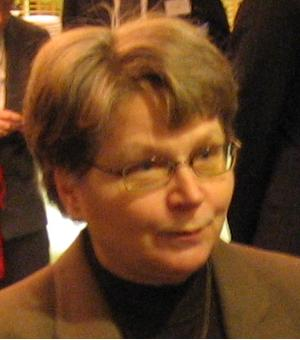
Kirsti Rissanen.

Kirsti Kaarina Rissanen, född 18 december 1943 i Vesilax, är en finländsk jurist och ämbetsman. 
Rissanen, som blev juris doktor 1979, blev professor i handelsrätt vid Helsingfors universitet 1987, var chef för institutet för internationell handelsrätt där 1991–1994 och blev kanslichef vid justitieministeriet 1995. Hon har även varit ledamot av många kommittéer.